# Dectochilus decens
Dectochilus decens är en fjärilsart som beskrevs av W. Warren 1906. Dectochilus decens ingår i släktet Dectochilus och familjen mätare. Inga underarter finns listade i Catalogue of Life.